# 시라소니 (1979년 영화)
"시라소니"는 1979년에 개봉한 대한민국의 영화이다.

## 캐스팅
- 이대근
- 김희라
- 김민정
- 최봉
- 김영인